# Медведєв Жорес Олександрович
Жорес Олександрович Медведєв (рос. Жорес Александрович Медведев; 14 листопада 1925, Тифліс — 15 листопада 2018, Лондон) — радянський дисидент, біолог і письменник. Брат-близнюк педагога та автора історичних праць Роя Медведєва.

## Біографія

### Раннє життя
Жорес Медведєв народився в Тифлісі в сім'ї полкового комісара РСЧА Олександра Романовича (1899—1941) та віолончелістки Юлії Ісааківни Медведєвих. З 1926 року батько став слухачем, а потім викладачем Військово-політичної академії у Ленінграді, репресований у 1938 році та помер у колимських таборах у березні 1941 року. Сім'я переїхала до Ростов-на-Дону 1939 року. Наприкінці 1941 року евакуювалася до Тбілісі.

### Німецько-радянська війна
У лютому 1943 року Жорес Медведєв був призваний до армії. Брав участь у боях на Таманському півострові у травні 1943 року. Був важко поранений і у вересні 1943 року демобілізований.

### Освіта
Вступив до Московської сільськогосподарської академії ім. К. А. Тимірязєва, агрохімічний факультет якої закінчив у травні 1950 року. У грудні того ж року захистив кандидатську дисертацію.
Направлений на роботу в Нікітський ботанічний сад. Після відкритої критики лисенківських псевдонаукових методів був звільнений і повернувся до Москви на кафедру агрохімії.

### Кар'єра
У 1962 році звільнений у зв'язку з написанням книги «Біологічна наука та культ особистості», яка широко циркулювала в «самвидаві». Газета «Сельская жизнь» оголосила текст наклепницьким. Перейшов на роботу до Інституту медичної радіології АМН СРСР в Обнінську, де організував лабораторію молекулярної радіобіології.
У 1969 році звільнений у зв'язку з виходом книги в США англійською «Підйом і падіння Лисенка» (англ. «The Rise and Fall of Lysenko»). Яков Рокитянський про цю книгу зазначав: «Це добре документована хроніка розвитку біології в нашій країні в 30—40-ті роки, що включила знищення генетики, торжество лженауки, розправу над видатними вченими, зокрема академіком Вавіловим».
У 1969—1970 роках Жорес Медведєв написав дві книги: «Міжнародне співробітництво вчених та національні кордони» (рос. «Международное сотрудничество учёных и национальные границы») та «Таємниця листування охороняється законом», (рос. «Тайна переписки охраняется законом») — у яких критикував обмеження у науковій співпраці та поїздках за кордон, а також цензуру пошти та одержуваних з-за кордону журналів та книг. Ці роботи широко циркулювали в самвидаві. Був співредактором разом із братом Роєм Медведєвим журналу «Политический дневник» (1964—1971).
У травні 1970 року Медведєв був насильно поміщений в Калузьку психіатричну лікарню. Через три тижні звільнений у зв'язку з протестами авторитетних академіків (Капиці, Сахарова, Семенова, Астаурова та інших; вчених Дональда Макліна та інших) і письменників (Твардовський, Солженіцин, Дудинцев, Тендряков, Каверін та інші). Ці події описані у спільній книзі Жореса та Роя Медведєвих «Хто божевільний?» (рос. «Кто сумасшедший?»), виданої в Лондоні в 1971 році англійською та російською мовами.
Жорсткіше переслідування владою Жореса Медведєва у порівнянні з його братом Роєм заведено пояснювати його виступами проти академіка Лисенка. Як зазначав згодом Рой Медведєв, «Жорес теж вважав себе дисидентом не з усіх питань, а лише з проблем вільного розвитку науки».
У 1971 році отримав роботу у Всесоюзному науково-дослідному інституті фізіології, біохімії та харчування сільськогосподарських тварин у Боровську.
У 1972 році отримав запрошення на річний термін для роботи у відділі генетики Національного інституту медичних досліджень у Лондоні. У грудні 1972 року керівництво інституту в Боровську надало Медведєву річну відпустку для поїздки до Лондона. У січні 1973 року Жорес Медведєв із дружиною та молодшим сином приїхав до Англії та почав роботу в інституті.
У серпні 1973 року за звинуваченням в антирадянській діяльності Жорес Медведєв указом Президії Верховної Ради СРСР був позбавлений радянського громадянства.
З 1974 року Національний інститут медичних досліджень запросив Медведєва на постійну роботу старшого наукового співробітника відділу генетики.
Жорес Медведєв опублікував близько 170 наукових праць та оглядів, 60 з них у період роботи в Англії. Він відомий як автор теорії надійності старіння та довголіття як результату накопичення помилок синтезу білків та нуклеїнових кислот. Здобув кілька наукових премій, Московського Товариства випробувачів природи (1965), Бронзову медаль Менделя (1970), Золоту медаль Американської Асоціації біогеронтології (1984). Член Американської геронтологічної спільноти та інших наукових товариств.
Жорес Медведєв був першим, хто підтвердив наявність «байконурської катастрофи» 1960-го року та розкрив деталі ядерної аварії на Уралі у 1957 році, яка була засекречена. Книга Медведєва «Ядерна катастрофа на Уралі» (англ. «Nuclear Disaster in the Urals»), видана 1979 року в США, здобула широку популярність і перекладена багатьма мовами.

### Останні роки життя
Після виходу на пенсію у 1991 році продовжував авторську та публіцистичну роботу. Радянське громадянство було повернуто Жоресу Медведєву у серпні 1990 року Указом Президента СРСР Горбачова. Однак цей указ не передбачав можливостей для роботи в СРСР чи повернення квартири[джерело?]. Жорес Медведєв залишився в Англії, щорічно відвідуючи країни колишнього СРСР.
З 1990 по 1992 рік працював у радіобіологічній експедиції РАН у Чорнобильській зоні відчуження.
Помер у Лондоні 15 листопада 2018 року від інфаркту.

## Публікації

### Російською
- Синтез белков и проблемы онтогенеза. — М.: Медгиз, 1963. — 431 с.
- Молекулярно-генетические механизмы развития. — М.: Медгиз, 1966. — 268 с.
- Кто сумасшедший? (співавтор Рой Медведєв) Macmillan, London, 1971, 163 рр.
- Международное сотрудничество ученых и национальные границы. Тайна переписки охраняется законом. Macmillan, London, 1971,597 pp.
- Десять років після «Одного дня Ивана Денисовича» Macmillan, London, 1973 223 pp.
- Хрущев. Годы у власти. (співавтор Рой Медведєв) Columbia University Press, New York 1975, 190 pp.
- Взлет и падение Т. Д. Лысенко. — М.: Книга, 1993. — 348 с. — ISBN 5-7132-0005-1
- Неизвестный Сталин (співавтор Рой Медведєв) Изд. Права человека, 2001; Расширенное издание, изд. Время 2007.
- Солженицын и Сахаров. Два пророка / Соавтор Рой Медведев. — Изд. Время, 2004. — 431 с.
- Сталин и еврейская проблема. Изд. Права человека, 2003, 288 стр. ISBN 5-7712-0251-7
- Избранные произведения в 4-х томах (співавтор Рой Медведєв) Изд. Права человека. 2002—2005. ISBN 5-7712-0224-X, ISBN 5-7712-0226-6
- Питание и долголетие. — М.: Права человека, 2007. — 207 с.
- Полоний в Лондоне. — М.: Молодая гвардия, 2008. — 181 с..
- Питание и долголетие. — М.: Время, 2011. — 526 с. — ISBN 978-5-9691-0513-3
- Соль земли — хлористый натрий
- Какая вода лучше
- Витамин С — средство от цинги или от болезней старости?
- Список статей Медведєва в газеті 2000:
- Серія статей о смерті Олександра Литвиненка в газеті «Красноярский рабочий», лютий-квітень 2007 і травень2008 рр.:
  - ТОЛЬКО В «КРАСНОЯРСКОМ РАБОЧЕМ»! «Полоний в Лондоне», редакція газети «Красноярский рабочий», 22 лютого 2007 р.
  - Полоний в Лондоне: 1. Болезнь без диагноза, «Красноярский рабочий», 1 березня 2007 р.
  - Полоний в Лондоне: 2. След ведёт в Красноярск, «Красноярский рабочий», 7 березня 2007 р.
  - Полоний в Лондоне: 4. Сосед Ахмеда Закаева Архівна копія від 20 червня 2010 на Wayback Machine, «Красноярский рабочий», 15 березня 2007 р.
  - Полоний в Лондоне: 6. Задачки для Скотланд-Ярда, «Красноярский рабочий», 22 березня 2007 р.
  - Полоний в Лондоне: 8. От консультаций к шантажу, «Красноярский рабочий», 29 березня 2007 р.
  - Полоний в Лондоне: 10. Приговор «свободной» прессы, «Красноярский рабочий», 5 квітня 2007 р.
  - Полоний в Лондоне: 12. Групповое отравление, «Красноярский рабочий», 12 квітня 2007 р.
  - Полоний в Лондоне: 13. Ещё одна гипотеза, «Красноярский рабочий», 19 квітня 2007 р.
  - Полоний в Лондоне: 14. До обвинений дело не дошло, «Красноярский рабочий», 26 квітня 2007 р.
  - Полоний в Лондоне. Полтора года спустя, «Красноярский рабочий», 22 травня 2008 р.
- Ця ж історія в статті в газеті «2000», лютий-травень 2007-го і травень 2008-го року:
  - Болезнь без диагноза, «2000», № 7 (354) 16 — 22 лютого 2007 р.
  - Полоний в Лондоне, «2000», № 8 (355) 23 лютого — 1 березня 2007 р.
  - «Фонд гражданских свобод» Березовского и Гольдфарба, «2000», № 10 (357) 9 — 15 березня 2007 р.
  - Детективы Скотленд-Ярда идут по радиоактивному следу, «2000», № 11 (358) 16 — 22 березня 2007 р.
  - Литвиненко в Лондоне. Роковая бизнес-консультация, «2000», № 12 (359) 23 — 29 березня 2007 р.
  - Литвиненко в Лондоне. От консультаций к шантажу, «2000», № 13 (360) 30 марта — 5 квітня 2007 р.
  - Почему Скотленд-Ярд прекратил следствие[недоступне посилання з липня 2018], «2000», № 14 (361) 6 — 12 квітня 2007 р.
  - Кто убил Литвиненко? Приговор «свободной» прессы, «2000», № 15 (362) 13 — 19 квітня 2007 р.
  - Литвиненко в Лондоне. Торговля документами или шантаж, что опаснее?, «2000», № 16 (363) 20 — 26 квітня 2007 р.
  - Групповое отравление полонием-210. Литвиненко был одной из жертв, «2000», № 17 (364) 27 квітня — 2 травня 2007 р.
  - Кто отравил Литвиненко и Ковтуна? Гипотеза, «2000», № 18-19 (365) 11 — 17 травня 2007 р.
  - Полоний-210 как радиотоксин, «2000», № 20 (366) 18 — 24 травня 2007 р.
  - Три радиоактивные биографии, «2000», № 21 (367) 25 — 31 травня 2007 р.
  - Полоний-210 в Лондоне: полтора года спустя, «2000», № 21 (415) 23 — 29 травня 2008 р.
- Книга «Опасная профессия».

### Англійською
- «Protein Biosynthesis and Problems of Heredity, Development and Ageing». 1966, Oliver & Boyd Ltd. Edinburgh
- «The Rise and Fall of T.D.Lysenko». 1969, Columbia Univ.Press ISBN 0-231-03183-1
- Molecular-Genetic Mechanisms of Development (1970) ISBN 0-306-30403-1
- «Question of Madness» (співавтор Рой Медведєв) Macmillan, Londonb ISBN 0-394-47900-9
- Ten Years after Ivan Denisovich (1974) ISBN 0-394-71112-2
- Soviet Science" W.W.Norton, New York, ISBN 0 19215853 8
- Nuclear Disaster In The Urals ISBN 0-207-95896-3
- Nuclear Disaster in the Urals (1980) ISBN 0-394-74445-4
- Unknown Stalin: His Life, Death, and Legacy (співавтор Рой Медведєв) (Overlook Press, 2005) ISBN 1-58567-644-6
- The Legacy of Chernobyl (W W Norton & Co Inc, 1992) ISBN 0-393-30814-6
- Soviet Agriculture (W W Norton & Co Inc, 1987) ISBN 0-393-02472-5
- Gorbachev (W W Norton & Co Inc, 1987) ISBN 0-393-30408-6
- Gorbachev (1986) ISBN 0-631-14782-9
- Andropov (W W Norton & Co Inc, 1983) ISBN 0-393-01791-5
- Medvedev Papers: Fruitful Meetings between Scientists of the World (1971) Macmillan, ISBN 0-333-12520-7